# Kanał Elbląski

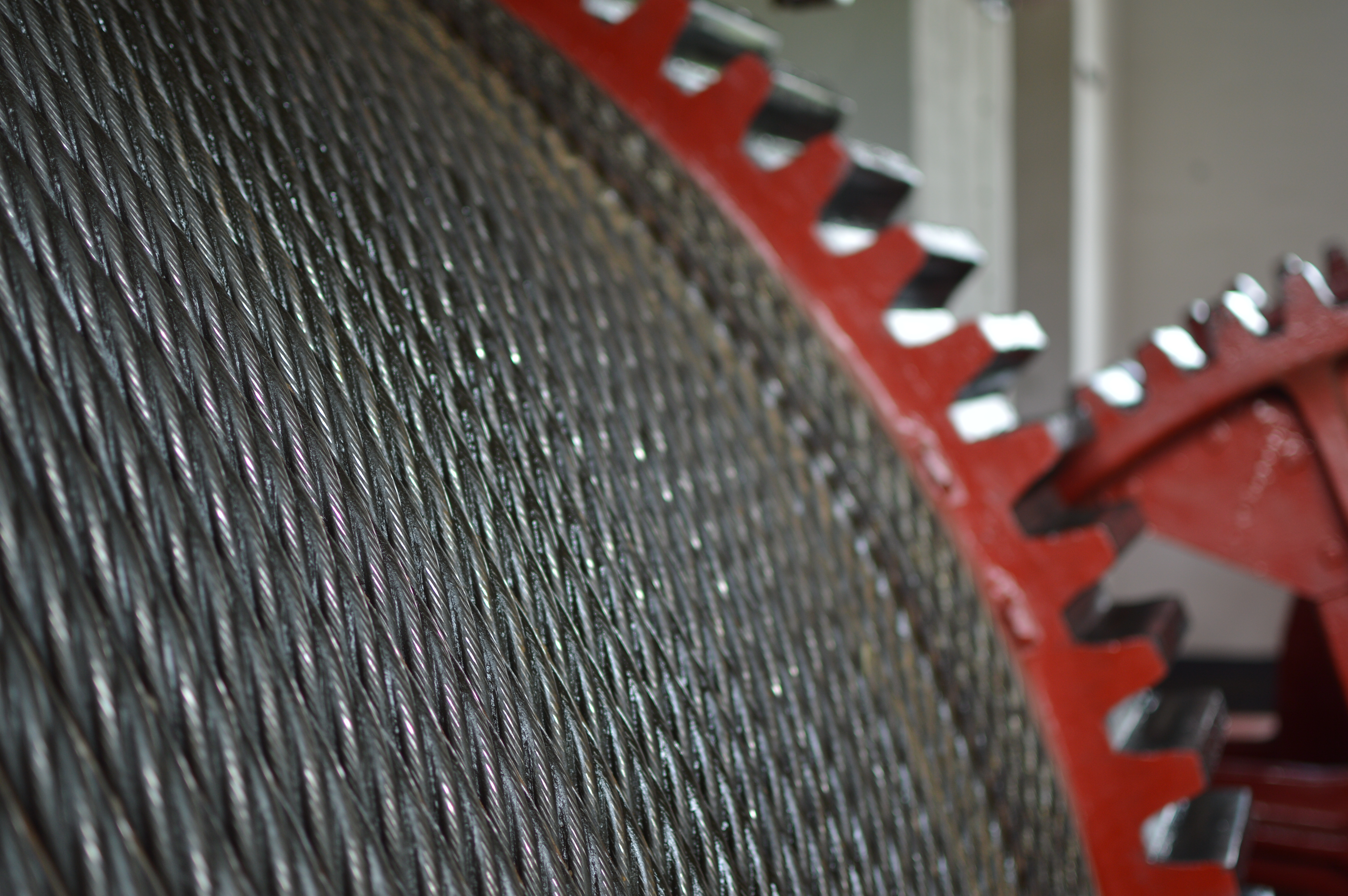
Kanał Elbląski, pochylnia Całuny, maszynownia

Kanał Elbląski (niem. Oberländischer Kanal, pol. Kanał Oberlandzki) – żeglowna droga wodna na obszarze województwa warmińsko-mazurskiego. W 1978 r. fragment kanału uznano za zabytek techniki, natomiast w 2011 r. za pomnik historii. Kanał Elbląski w 2007 r. w plebiscycie „Rzeczpospolitej” został uznany za jeden z siedmiu cudów Polski.

## Parametry i opis
Zgodnie z Rozporządzeniem Rady Ministrów z 2002 r. ws. klasyfikacji śródlądowych dróg wodnych, kanał ma klasę żeglowną Ia. Jego długość wynosi 84,2 km:
- odcinek jezioro Druzno – śluza Miłomłyn, długości 52,0 km
- odcinek Miłomłyn – Iława, długości 32,2 km

Całkowita długość kanału z odgałęzieniami wynosi 151,7 km, aczkolwiek można spotkać dane określające długość głównego szlaku wodnego na 127,5 km, a odnóg bocznych – na 65 km. Powiązana z Kanałem droga wodna Miłomłyn – Zalewo liczy 49,9 km.
Długość drogi wodnej między Ostródą a Elblągiem wynosi 82 km, natomiast między Ostródą a Iławą 48 km (w tym 31 km między Miłomłynem a Iławą). Łączna suma różnic poziomów na śluzach i pochylniach wynosi 103,4 m.
Parametry kanału:
- Minimalna szerokość: 7 m
- Promień łuku osi szlaku żeglownego – 70 m
- Szerokość najwęższej śluzy – 3,2 m (Śluza Ostróda)
- Głębokość tranzytowa – mniej niż 1,0 m
- Maksymalne wymiary jednostek pływających na wozach pochylni
  - szerokość przy dnie jednostki – 2,6 m
  - szerokość jednostki górą – 3,35 m
  - długość jednostki – 26,8 m
- Śluza z największą różnicą poziomów – Miłomłyn 2,8 m
- Pochylnia z największą różnicą poziomów – Oleśnica 24,5 m

Kanał łączy jezioro Druzno z jeziorem Drwęckim oraz z jeziorem Jeziorak. Z Druzna, poprzez rzekę Elbląg z Zalewem Wiślanym, a także przez Kanał Jagielloński, Nogat i Wisłę z Morzem Bałtyckim.
Część Kanału, od śluzy w Miłomłyn do Jeziora Drwęckiego, nosiła pierwotnie nazwę Kanału Oberlandzkiego, chociaż obecnie używana nazwa to również Kanał Elbląski. Z kolei odgałęzienie z Miłomłyna do jeziora Jeziorak nazywa się Kanałem Iławskim. Kanał Ducki łączy jezioro Ruda Woda (Duckie) z jeziorem Bartężek, a Kanał Dobrzycki jezioro Jeziorak z jeziorem Ewingi.

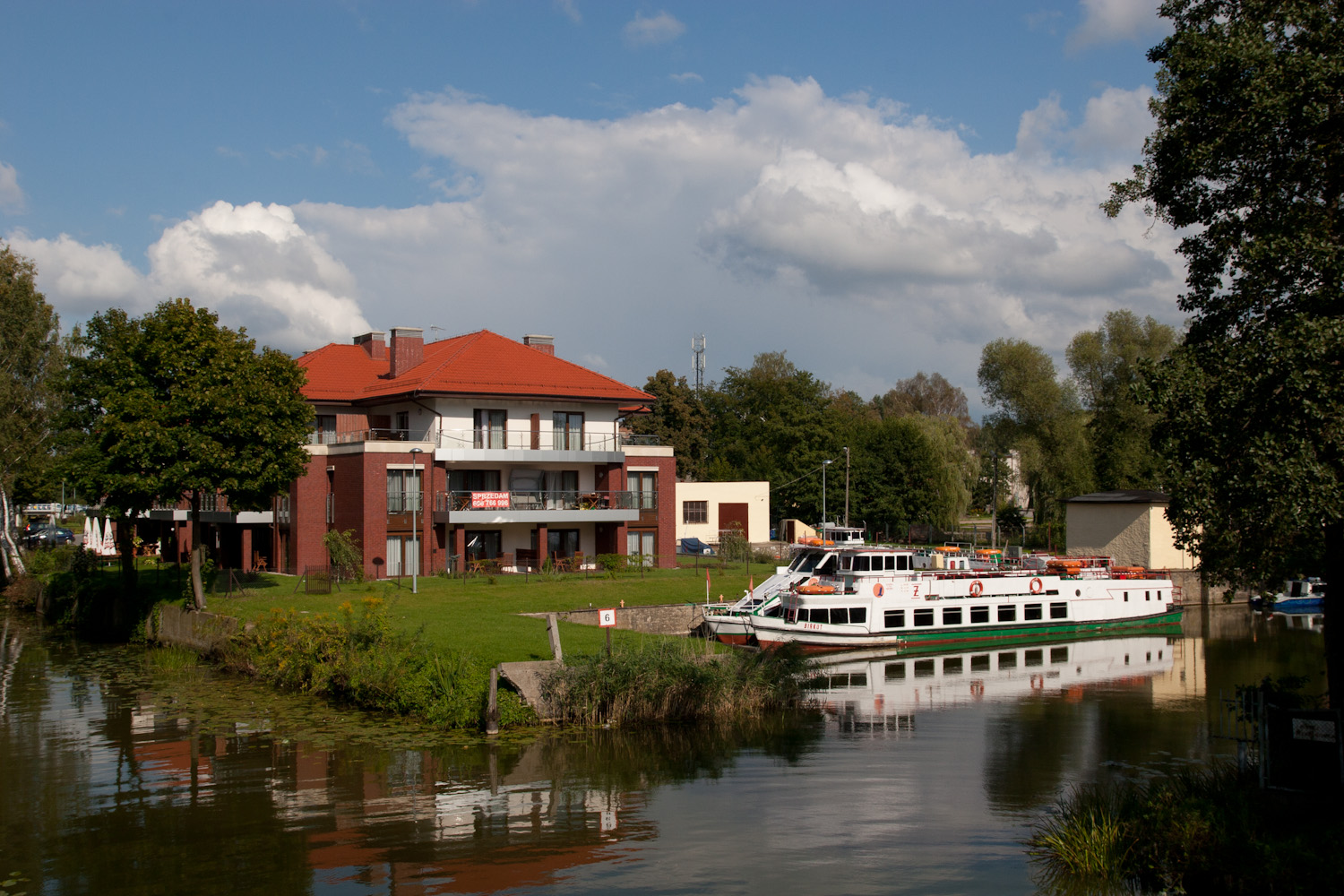
Przystań Żeglugi Ostródzko-Elbląskiej w Ostródzie

Na Kanale od Ostródy do Elbląga jest 5 pochylni (Buczyniec, Kąty, Oleśnica, Jelenie, Całuny) i 2 śluzy (Miłomłyn i Zielona). Na całym kanale są cztery śluzy: Miłomłyn, Zielona, Ostróda, Mała Ruś.
Przy budowie Kanału Elbląskiego wykorzystano jeziora leżące na różnych wysokościach między Ostródą i Zalewem Wiślanym. Różnica poziomów sięga 100 m. Osobliwością na skalę europejską jest zespół 5 pochylni, po których przetacza się statki na platformach ustawionych na szynach. Zastosowane w tym celu szynowe urządzenia wyciągowe napędzane są mechanicznie siłą przepływu wody. Od kanału odgałęzia się kilka szlaków wodnych, m.in. Ostróda – jezioro Szeląg Mały, Ostróda – Jezioro Drwęckie – Drwęca – Wisła.
Ze względu na walory przyrodnicze i kulturowe teren został objęty ochroną prawną w formie Obszaru Chronionego Krajobrazu Kanału Elbląskiego.

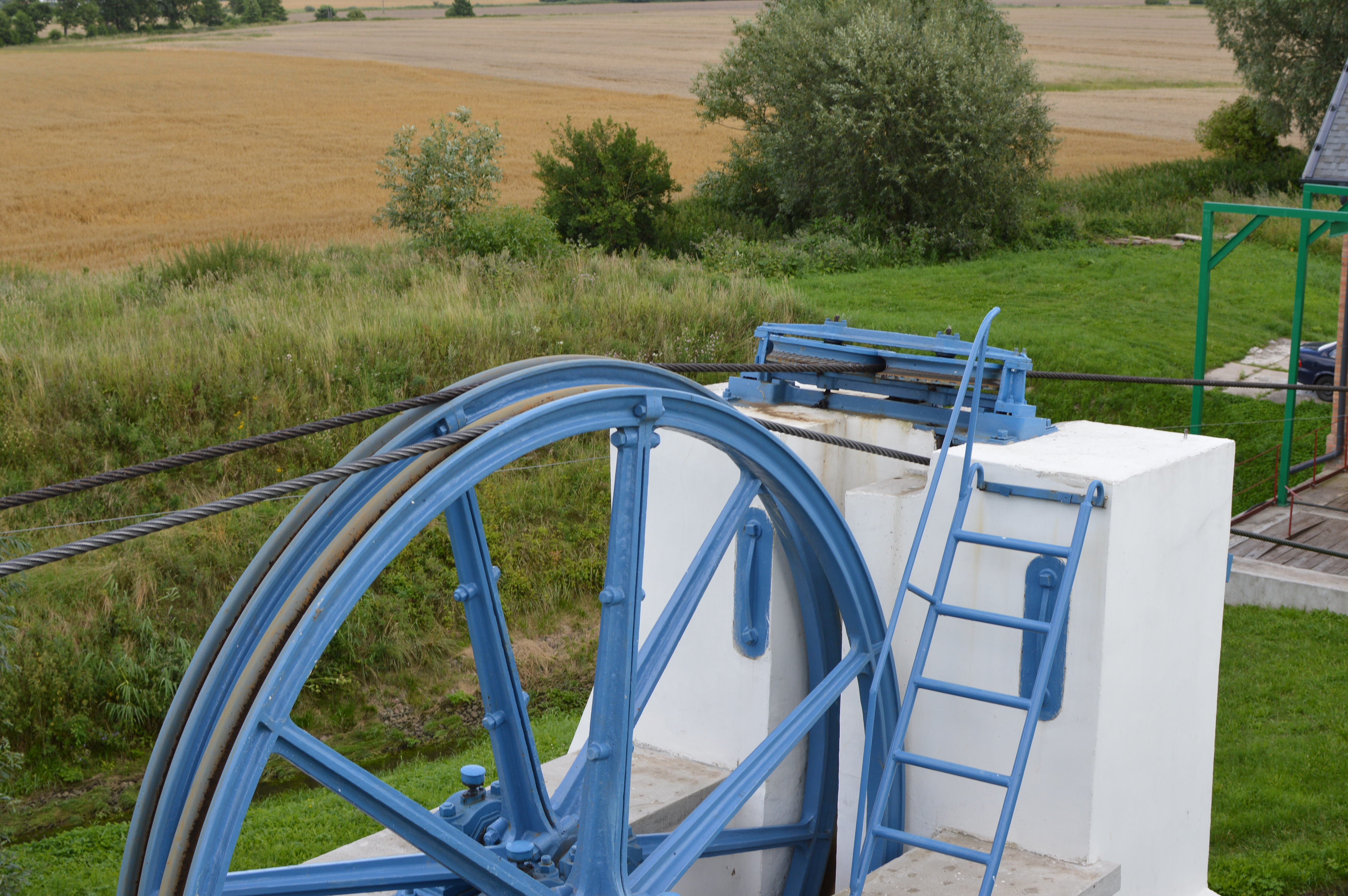
Pochylnia Nowy Całun

## Położenie
Pod względem fizycznogeograficznym kanał położony jest w makroregionach Pobrzeża Gdańskiego, Pojezierza Iławskiego, Pojezierza Mazurskiego i Pojezierza Chełmińsko-Dobrzyńskiego, w mezoregionach Żuław Wiślanych, Pojezierza Dzierzgońsko-Morąskiego, Równiny Olsztynka i Doliny Drwęcy.

## Nazewnictwo
Poniżej podano w kolejności chronologicznej występujące w źródłach nazwy kanału:
- 1844 Elbing-Osteroder Kanal
- 1845 Elbing – Deutsch Eylau – Osteroder Kanal
- 1845 Osterode-Elbinger Kanal
- 1846 Oberländischer Kanal
- 1861 Elbing-Oberländischer Kanal
- 1863 Elbinger – Oberlandische Kanal[10]
- 1880 Kanał Elbląsko-Mazurski
- 1882 Kanał Mazurski
- 1885 Kanał Elblągski
- 1893 Kanał Elblągsko-Oberlandski
- 1896 Kanał Górnolądowy
- 1902 Oberländer Kanal
- 1923 Kanał Staropruski
- 1928 Kanał Oberlandzki
- 1929 Oberland-Kanal
- 1931 Kanał Elbląg – Wyżyna
- 1931 Kanał Warmijski (Warmiński)
- 1947 Kanał Elbląsko-Ostródzki
- III 1949 Kanał Elbląski
- 1949 Kanał Ostródzko-Elbląski
- 1959 Kanał Druzeński[11]

Oficjalnym dokumentem określającym nazwy dróg wodnych w Polsce jest urzędowy wykaz hydronimów, opracowany przez Komisję Standaryzacji Nazw Geograficznych. Znajdziemy tam trzy nazwy dla poszczególnych odcinków tego szlaku wodnego:
- Kanał Elbląski – nazwa odcinka od jeziora Drwęckiego do jeziora Druzno
- Kanał Iławski – nazwa odcinka od Miłomłyna przez Jezioro Karnickie i jezioro Dauby do jeziora Jeziorak
- Kanał Ostródzki – nazwa odcinka od Ostródy przez Jezioro Pauzeńskie do jeziora Szeląg Wielki i Szeląg Mały[12]

## Historia
W XIX w. na terenie Mazur zaczął dynamicznie rozwijać się drobny przemysł. Sławę na skalę światową zdobyła sosna taborska służąca do wyrobu masztów i bardzo poszukiwana przez przemysł szkutniczy. Rozwój przemysłu wymagał utworzenia sieci komunikacyjnej łączącej Prusy z Morzem Bałtyckim.

### Koncepcja budowy kanału
W pobliżu Elbląga, już wcześniej do żeglugi przystosowano płytkie jezioro Druzno, przez które poprowadzono szlak żeglowny o szerokości 20 m. Tamtędy wiódł szlak wodny łączący się z portem Elbląg i dalej z Bałtykiem. Stan ten miał wpływ na powstanie koncepcji połączenia jezior leżących między Wisłą a Pasłęką. Przeszkodę stanowiła 99-metrowa różnica poziomu na odcinku 10 km między jeziorami Druzno i Piniewo. Ewentualna budowa śluz wymagałaby budowy około 30 takich obiektów.

### Budowa
Nad projektem kanału zaczęto pracować w 1837 r. a prace rozpoczęto 28 października 1844. Cztery pierwsze pochylnie suche: Buczyniec, Kąty, Oleśnica i Jelenie uruchomiono w 1860 r. Projektantem i realizatorem Kanału był Georg Jacob Steenke, który przyjął zlecenie Fryderyka Wilhelma IV, pragnącego połączyć szlakiem żeglownym Prusy Wschodnie z Bałtykiem.

Schemat Kanału Elbląskiego

Podczas robót hydrotechnicznych wyrównywano poziomy wód w zbiornikach na trasie kanału. Na odcinku Miłomłyn – Buczyniec obniżono poziomy luster wody do poziomu Jezioraka (99,5 m n.p.m.). Takie działania były przyczyną obniżenia poziomu wód kilku jezior nawet o ponad pięć metrów (o tyle obniżył się poziom wód w jeziorach Sambród i Piniewo; w jeziorze Ilińsk – o 1,5 m, Ruda Woda – o 1,7 m).
Na Jeziorze Karnickim (97,5 m n.p.m.) wybudowano dwie groble, między które wpuszczono wody kanału, oraz akwedukt leżący powyżej lustra wody tego jeziora.
Pierwszy statek przepłynął kanał 31 sierpnia 1860 (odcinek Ostróda – Miłomłyn). Prace prowadzono jednak dalej i kanał uruchomiono do żeglugi towarowej dopiero rok później, 28 października 1861. Ze względu na porę roku nie skorzystało z niego wtedy wiele statków. Oficjalnie kanał oddano do eksploatacji wiosną 1862.
W latach 1872–1876 na odcinku Ostróda-Miłomłyn uruchomiono trzy śluzy: Miłomłyn, Zielona, Mała Ruś. Ostatnią pochylnię Całuny (położoną najbliżej jeziora Druzno) zbudowano w latach 1874–1881. Zastąpiła ona znajdujące się wcześniej w tym miejscu śluzy.
Pierwotna koncepcja budowy kanału opierała się na projekcie pokonania różnicy poziomów wód między Jeziorem Pniewskim a jeziorem Druzno za pomocą śluz komorowych wykonanych z drewna. Pod wpływem rozwiązań zastosowanych na Kanale Morrisa w USA oraz innym, podobnym do Kanału Elbląskiego szlaku wodnym w kanadyjskiej Nowej Szkocji, koncepcję tę zarzucono. Ostatnia pochylnia Całuny zastąpiła istniejące już śluzy. Przyczyną zmiany koncepcji był wydłużony czas śluzowania oraz deficyt wody do napełniania śluz.
Do napędu mechanizmu napędowego pochylni wykorzystano energię wody przepływającej z wyższego poziomu na niższy. Wprawia ona w ruch koło wodne nasiębierne a to z kolei mechanizm napędzający liny ciągnące wózki do transportu jednostek pływających. Wózki transportowe poruszają się po szynach łączących odcinki kanału po obydwu stronach pochylni. Energia elektryczna służy wyłącznie do oświetlenia obiektów.
Na każdej pochylni są dwa wózki, korzystające z dwóch równoległych torów. Gdy jeden z nich jedzie w jednym kierunku, drugi jedzie w przeciwnym. Wózki ważą po 24 tony i po uruchomieniu pochylni obydwa ruszają pod górę, następnie - gdy wózek jadący w stronę dolnego kanału minie szczyt pochylni - jeden jedzie w górę, a drugi w dół i wtedy się równoważą. Natomiast na ostatnim odcinku, gdy wózek jadący w stronę górnego kanału minie szczyt, oba jadą w dół. Krótki odcinek, na którym oba wózki jadą pod górę, przesądza o nośności pochylni - można na niej transportować statki o wadze do 50 ton w jednym kierunku, albo dwa statki o wadze do 38 ton w obu kierunkach jednocześnie. 
Wózki są ciągnięte przez liny zaczepione do wózków od górnej strony pochylni. W czasie pracy jedna z nich, ciągnąca wózek z dołu w górę pochylni, nawija się na bęben, druga zaś odwija, opuszczając drugi wózek w dół. Od dolnej strony pochylni wózki łączy trzecia lina, która przebiega przez koła zwrotne znajdujące się na dolnej stacji. Holuje ona górny wózek na początku przejazdu, gdy oba jadą w górę. Wózki mają po osiem kół z podwójnymi, bliźniaczymi obręczami jezdnymi. Cztery koła z dolnej strony pochylni opierają się o szyny wewnętrzną obręczą, a cztery z górnej zewnętrzną. Na dolnej i górnej stacji w części podwodnej szyny są rozdwojone, koła dolne trafiają na inne szyny niż górne i tym sposobem wózek przybiera pozycję poziomą, umożliwiającą statkom wpłynięcie nań lub spłynięcie.
Najniżej położona pochylnia Całuny, zbudowana później niż pozostałe, zamiast koła wodnego ma napęd w postaci turbiny Francisa, natomiast system przeciągania wózków jest taki sam.
Ostatni odcinek systemu kanałów z Ostródy do Starych Jabłonek (a właściwie do Staszkowa) przez Jezioro Pauzeńskie o długości 16,8 km oddano do użytku dopiero w 1873. Z uwagi na względy ochrony przyrody odcinek ten jest dostępny wyłącznie dla kajaków i żaglówek.
Budowa kanału była droższa o około 10% od kosztu budowy Wieży Eiffla w Paryżu. Wartość poniesionych nakładów inwestycyjnych odpowiadała wartości 2,4 t złota.

### Znaczenie gospodarcze kanału
Kanał w XIX w. (1844–1860), jako szlak komunikacyjny, pełnił ważną rolę gospodarczą przyczyniając się do rozwoju pojezierzy Ostródzkiego i Iławskiego i ich komunikacji z portami w Gdańsku i Elblągu, do których przewożono głównie płody rolne (zwłaszcza zboże) i drewno. Mniejsze znaczenie miał dla transportu artykułów przemysłowych. Rozwój transportu kolejowego (zwłaszcza po 1872 r., kiedy przez Ostródę przeprowadzono linię Poznań – Toruń – Olsztyn – Wystruć) i później samochodowego wpłynął na zmniejszenie przewozów towarowych na kanale i już w latach 30. XX wieku był on wykorzystywany jedynie przez turystów.
Pierwszy raz turyści popłynęli kanałem w 1912 na pokładzie łodzi motorowej „Seerose” („Róża morska”) należącej do przedsiębiorstwa żeglugowego Schiffs-Reederei Adolf Tetzlaff. W tym samym roku do eksploatacji wprowadzono statek „Herta”. W 1925 służbę podjęła jednostka wycieczkowa „Heini”, a dwa lata później (1927) statek „Konrad”. W tym samym 1927, w sezonie letnim rozpoczęto regularne rejsy pasażerskie po kanale.
W 1948 r. dzięki staraniom Adolfa Tetzlaffa i pełnomocnika rządu Zygmunta Mianowicza ponownie uruchomiono urządzenia kanału, dzięki czemu możliwe się stało wznowienie regularnych rejsów turystycznych. Początkowo armatorem była Żegluga Gdańska, ale w połowie lat 70. pływające po kanale statki przejęła Żegluga Mazurska z Giżycka. Od 1992 r. armatorem był samorządowy Zakład Komunikacji Miejskiej w Ostródzie – Żegluga Ostródzko-Elbląska. W 1999 r. w skład należącej do Żeglugi Ostródzko-Elbląskiej białej floty wszedł ósmy, zakupiony wówczas statek o nazwie „Ostróda” (65 miejsc; pozostałe statki tej wielkości to wyprodukowane w latach 60.: „Kormoran”, „Birkut”, „Marabut”, „Pingwin”, „Łabędź”; mniejsze statki to: „Żuraw” mieszczący 35 osób oraz „Perkoz” – 12 osób). Statki tego armatora przewoziły rocznie około 50 tys. pasażerów. 25 października 2010 nastąpiło przekształcenie ZKM w Ostródzie w firmę Żegluga Ostródzko-Elbląska Sp. z o.o.
Przez wiele lat po 1945 r. statki tzw. białej floty odbywały całodzienne rejsy pomiędzy portami w Elblągu i Ostródzie, a także krótsze między Ostródą a Starymi Jabłonkami oraz Miłomłynem. Jeszcze na początku XXI wieku na zamówienie realizowano rejsy na odcinku Miłomłyn – Iława. W 2013 r., z uwagi na remont kanału, rejsy statków realizowane były wyłącznie między Elblągiem a Całunami oraz z Ostródy przez Miłomłyn do Iławy. Po zakończeniu remontu Kanału nie są już prowadzone regularne rejsy statków na całej długości między Elblągiem a Ostródą. Statki pływają z Elbląga tylko do pochylni Buczyniec, a z Ostródy do Miłomłyna. Ponadto w 2018 r. oferowano rejsy na trasach Ostróda – Stare Jabłonki, Ostróda – Jezioro Pauzeńskie – Ostróda, Iława – Sarnówek – Iława, rejs z Iławy po Jezioraku i z Ostródy po Jeziorze Drwęckim oraz po pochylni Buczyniec.

## Wymiary śluz

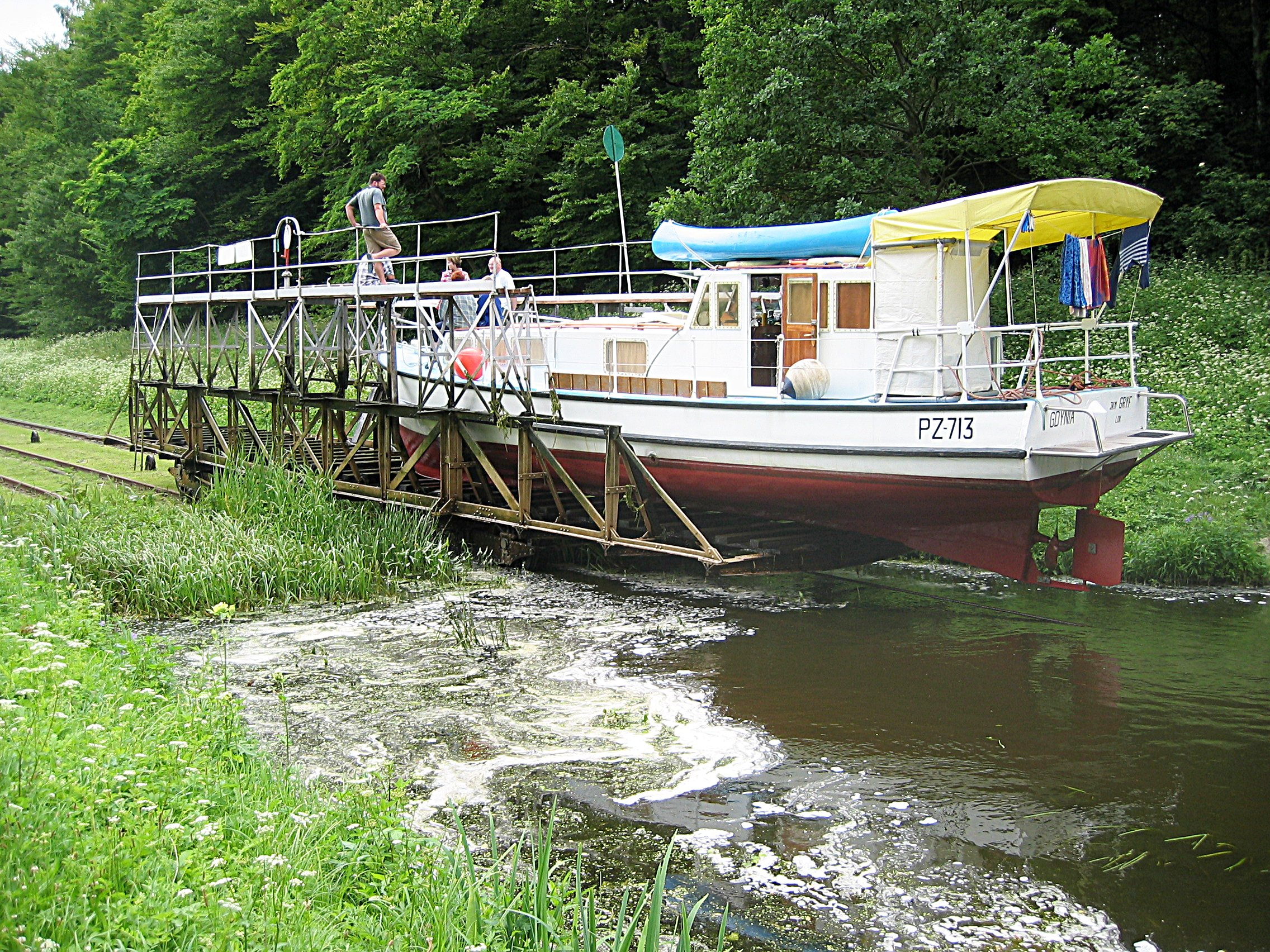
Łódź na pochylni

| Nazwa śluzy | Spad maksymalny [m] | Wymiary komór [m] |
| ----------- | ------------------- | ----------------- |
| Miłomłyn    | 3,54                | 33,88 × 3,60      |
| Zielona     | 1,96                | 34,19 × 3,55      |
| Ostróda     | 2,04                | 29,15 × 3,26      |
| Mała Ruś    | 1,64                | 29,33 × 3,19      |

## Locja Kanału Elbląskiego
Locja zawiera podstawowe informacje żeglugowe. Długości odcinków, umiejscowienie i dane głównych urządzeń hydrotechnicznych.
Locję podzielono na 4 części
- Śluza Miłomłyn – pochylnia Buczyniec,
- Pochylnia Buczyniec – jezioro Druzno,
- Śluza Miłomłyn – Jezioro Szeląg,
- Śluza Miłomłyn – Iława.

### Śluza Miłomłyn (km 0,0) – pochylnia Buczyniec (km 36,77)

Schemat śluzy w Miłomłynie

- kilometr 0,0 – Śluza Miłomłyn. W tym miejscu rozpoczyna się kilometraż w kierunkach:
  1. Statek białej flotyJezioro Druzno.
  2. Jezioro Szeląg.
  3. Jezioro Jeziorak.

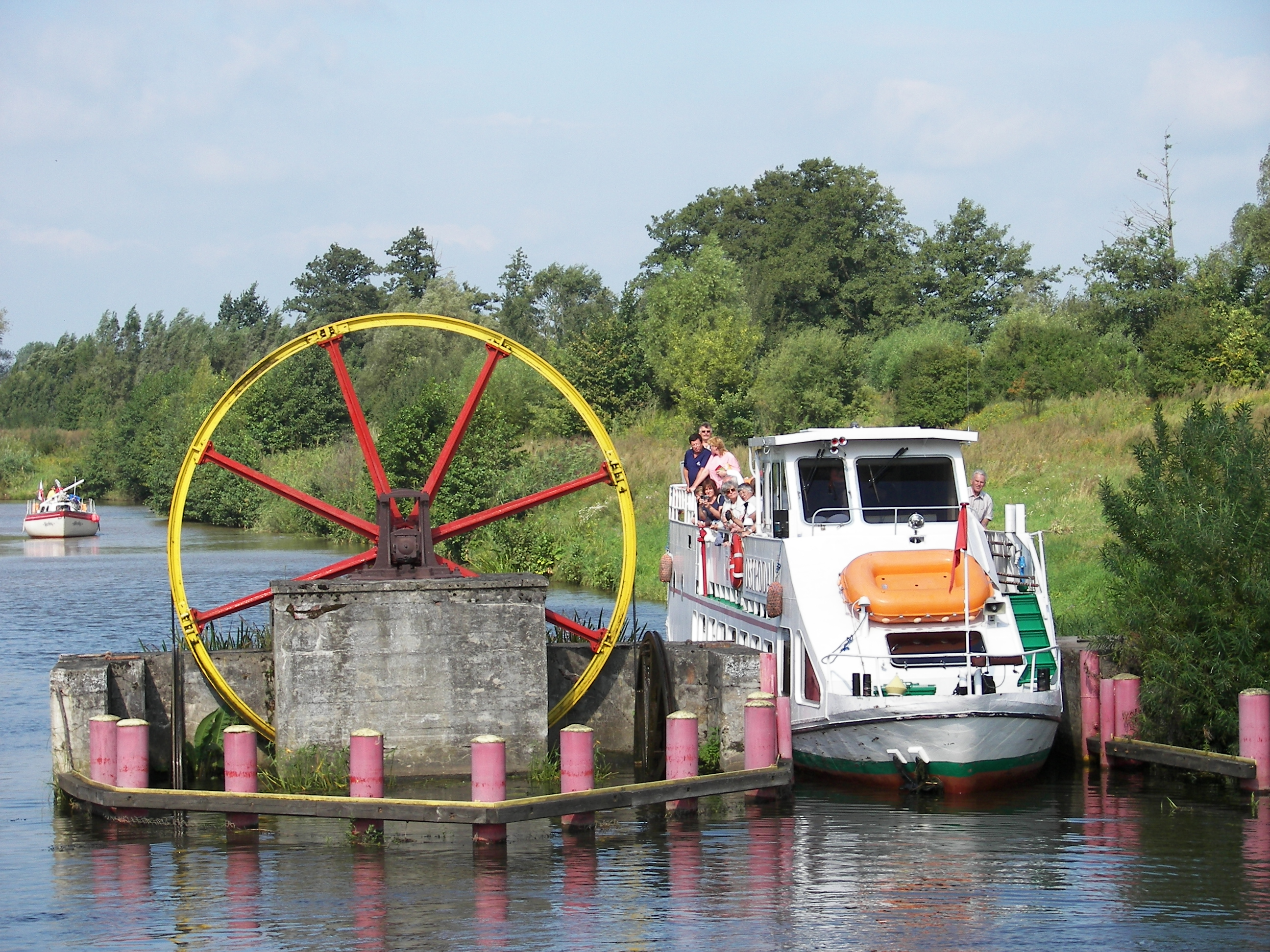
Statek białej floty

- Kilometry 0,0–3,10. Kanał sztuczny z wrotami bezpieczeństwa w km 0,45.
- Kilometry 3,10–5,25. Kanał naturalny; biegnie przez jezioro Ilińsk o średniej głębokości 24 m.
- Kilometry 5,25–7,85. Kanał sztuczny, łączący jeziora Ilińsk i Ruda Woda.
- Kilometry 7,85–20,90. Na długości 13 km trasa wiedzie przez jezioro Ruda Woda. Szerokość waha się w granicach 250–500 m. Głębokość średnia – 24 m.
  - W km 12,10 – odgałęzienie do jeziora Bartnickiego (Kanał Bartnicki).
- Kilometry 20,90–22,70. Kanał sztuczny. W kilometrze 20,91 ustawiono wodowskaz Cypel.
- Kilometry 22,70–27,30. Jezioro Sambród; średnia głębokość 4,0 m. Szerokość średnia jeziora – 300 m.
- Kilometry 27,30–29,0. Odcinek szlaku łączy jeziora: Sambrockie i Piniewskie.
- Kilometry 29,00–30,50. Jezioro Piniewskie.
- Kilometry 30,50–36,77. Kanał sztuczny – prowadzi do pochylni Buczyniec. W kilometrze 36,33 wrota bezpieczeństwa.
- Zwierciadło wody na tym odcinku (od Miłomłyna do pochylni Buczyniec) znajduje się na wysokości 99,50 m n.p.m.

### Pochylnia Buczyniec (km 36,77) – jezioro Druzno (km 52,00)

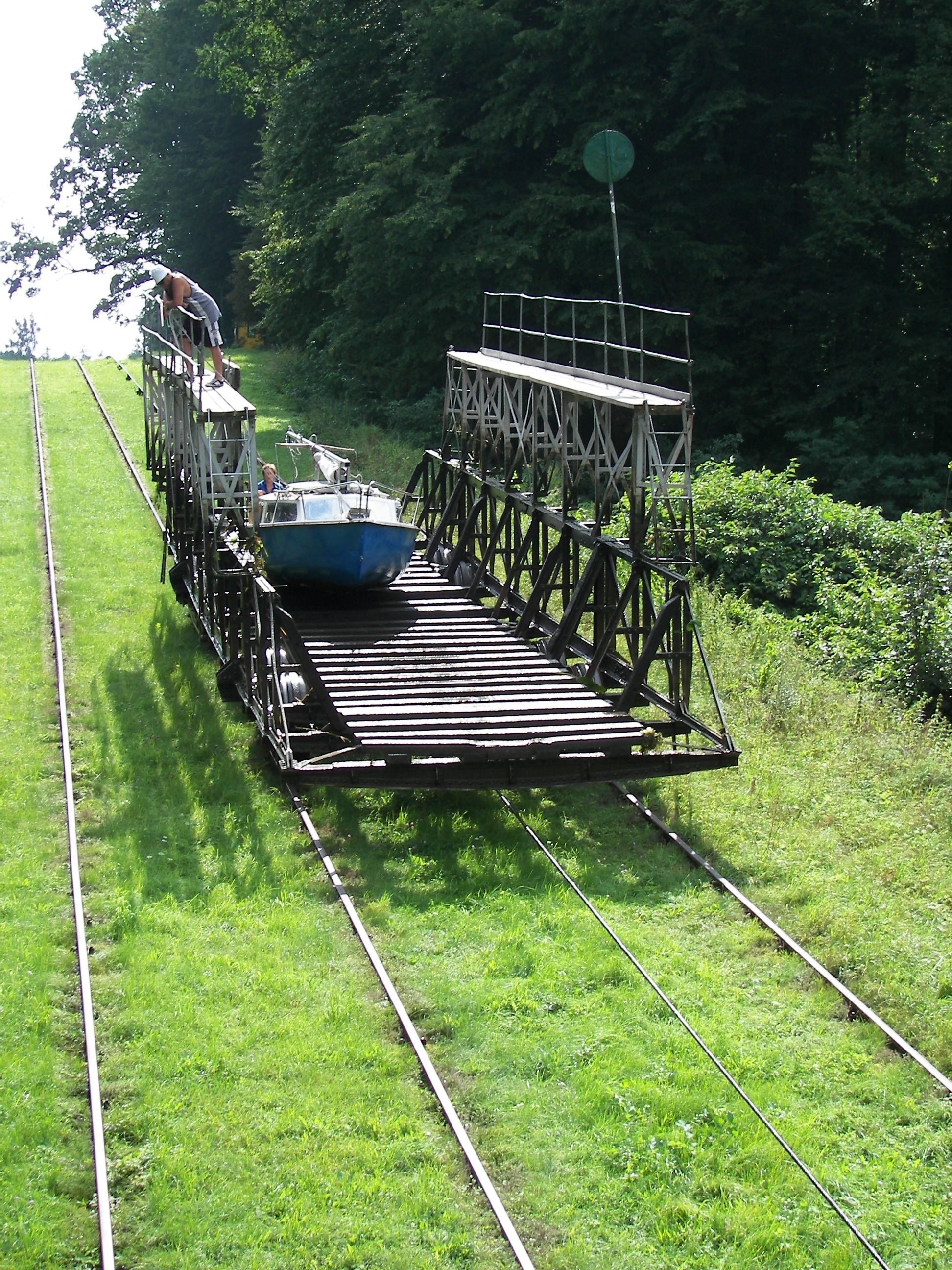
Wózek przewożący żaglówkę

Trasa kanału wiedzie przez 9,2-kilometrowy odcinek na którym znajdują się suche pochylnie.
| Nazwa pochylni | Kilometraż i różnica wysokości pochylni |
| -------------- | --------------------------------------- |
| Buczyniec      | km 36,77 – 20,62 m                      |
| Kąty           | km 39,10 – 18,88 m                      |
| Oleśnica       | km 41,66 – 24,20 m                      |
| Jelenie        | km 43,97 – 21,99 m                      |
| Całuny         | km 46,00 – 13,83 m                      |

- Kilometry 46,30 – 52,00. Kanał sztuczny.
- Kilometr 52,00 – ujście do jeziora Druzno.

#### Różnice w wysokościach pochylni

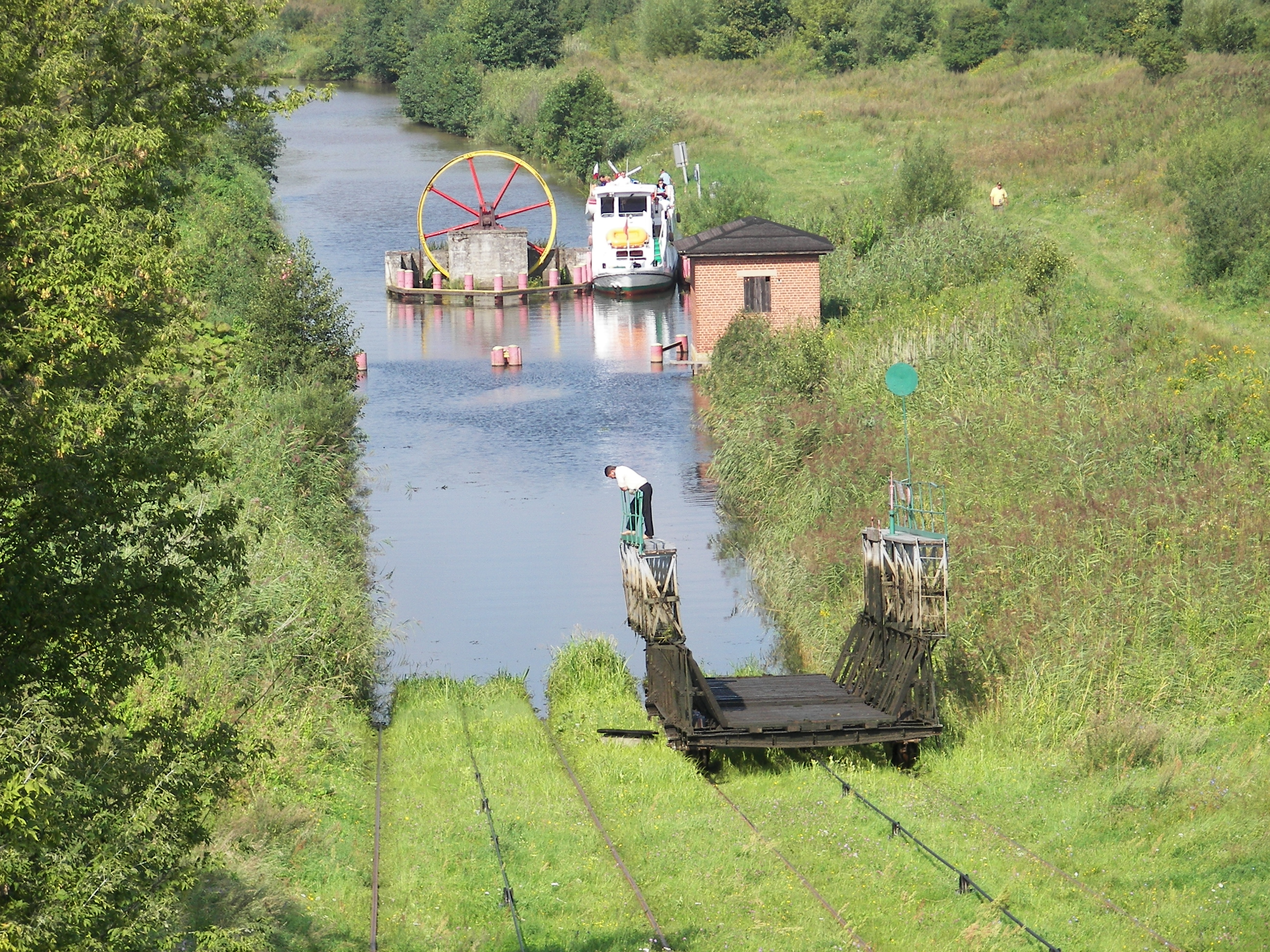
Wózek na pochylni Całuny

Schemat śluzy w Ostródzie

| Nazwa               | Różnice wysokości w metrach |
| ------------------- | --------------------------- |
| Pochylnia Buczyniec | 20,62                       |
| Pochylnia Kąty      | 18,88                       |
| Pochylnia Oleśnica  | 24,20                       |
| Pochylnia Jelenie   | 21,99                       |
| Pochylnia Całuny    | 13,83                       |

### Śluza Miłomłyn (km 0,0) – jezioroSzeląg Mały(km 33,30 km)
- Kilometry 0,0–4,62. Kanał sztuczny (między śluzami Miłomłyn i Zieloną). Zwierciadło wody na wysokości 96,30 m n.p.m.
- Kilometry 4,62–10,50. Trasa biegnie doliną rzeki Liwy, kończy się w Jeziorze Drwęckim. Zwierciadło wody na wysokości 94,9 m n.p.m.
- Kilometry 10,50–14,80. Kanał prowadzi przez jezioro Drwęckie, kończy się w mieście Ostróda. Średnia głębokość jeziora – 15 m. Zwierciadło wody na wysokości 94,9 m n.p.m.
- Kilometry 14,80–15,11. Krótki odcinek kanału sztucznego od jeziora Drwęckiego, prowadzi do śluzy Ostróda.
- Odcinek od 4,62–15,11 km jest najniższym w tej części kanału. Zwierciadło wody na wysokości 94,9 m n.p.m.

Schemat śluzy Mała Ruś

- Kilometry 15,11–15,35. Kanał sztuczny. Łączy Ostródę z jeziorem Puzy (Pauzeńskim).
- Kilometry 15,35–16,82. Kanał wiedzie przez jezioro Puzy.
- Kilometry 16,82–19,13. Kanał sztuczny łączący jezioro Puzy ze śluzą Mała Ruś.
- Kilometry 19,13–21,42. Kanał sztuczny łączący śluzę Mała Ruś z jeziorem Szeląg Wielki, rzeka Szelążnica płynie równolegle do kanału własnym korytem.
- Kilometry 21,42–31,30. Kanał prowadzi przez jezioro Szeląg Wielki.
- Kilometry 31,30-31,80. Odcinek Szelążnicy o długości 500 m łączący jezioro Szeląg Wielki z jeziorem Szeląg Mały, na nim jedyny w Polsce tunel żeglowny (wybudowany w 1876 r.) pod kilkudziesięciometrowym nasypem w poprzek jeziora. Nasypem biegnie droga i linia kolejowa między Olsztynem a Ostródą.
- Kilometry 31,80-33,30. Kanał prowadzi jeziorem Szeląg Mały, najpierw koło miejscowości Stare Jabłonki, a po przejściu przez wąską cieśninę na drugą część jeziora, koło miejscowości Staszkowo. Koniec kanału w małej osadzie Buńki na południowym końcu jeziora. Zwierciadło wody na wysokości 98,2 m n.p.m.

### Śluza Miłomłyn (km 0,0) – Iława (km 32,20)
- Kilometry 0,0–10,01. (Śluza w Miłomłynie). Kanał sztuczny – trasa wiedzie do jeziora Dauby. Kanał przebiega przez jezioro Karnickie, po sztucznie usypanym nasypie o długości 484 m.
  - Bramy bezpieczeństwa w km 6,50 i 8,91. Szerokość kanału – 39,0 m.
- Kilometry 10,01–11,50. Kanał biegnie przez jezioro Dauby. Średnia głębokość – 2,0 m.
- Kilometry 11,50–32,30. Kanał prowadzi przez jezioro Jeziorak. Poziom zwierciadła na odcinku Miłomłyn – Iława znajduje się na wysokości 99,50 m n.p.m.

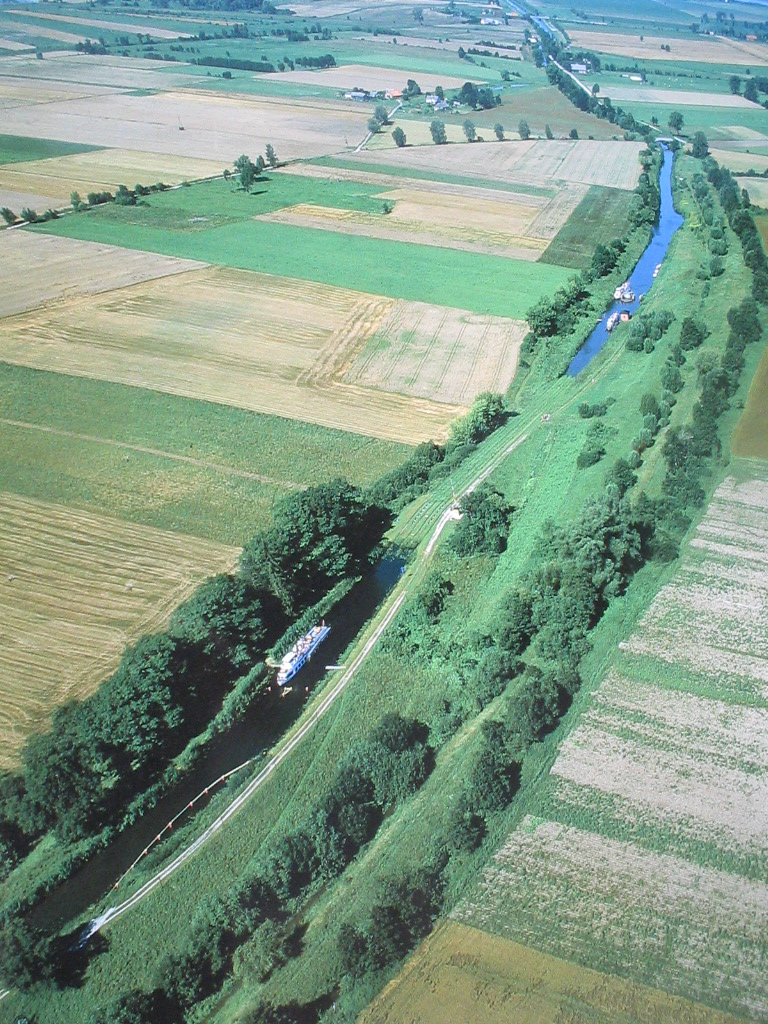
Widok z lotu ptaka

## Rewitalizacja kanału
Od sierpnia 2011 r. do maja 2015 r. prowadzono gruntowną rewitalizację kanału polegającą na kompleksowej przebudowie wszystkich pięciu pochylni, umocnieniu brzegów oraz odmuleniu szlaku wodnego. Żeglugę na kanale wstrzymano na 2 lata z końcem sezonu letniego 2012 r.. Wynoszący 115 mln zł koszt rewitalizacji kanału w części sfinansowano ze środków unijnych, a sam projekt realizowany był w ramach zatwierdzonego 12 czerwca 2007 przez Zarząd Województwa Warmińsko–Mazurskiego Programu Rozwoju Turystyki w obszarze Kanału Elbląskiego i Pojezierza Iławskiego. Prace polegające na pogłębieniu kanału przeprowadzono w 2011 r., a remont pochylni (wymiana wszystkich elementów mechanicznych i hydrotechnicznych, m.in. koła wodne, budynki maszynowni, turbiny napędowej, filary, torowiska, liny) w latach 2013–2015. Ponadto w Buczyńcu powstała izba historyczna z salą multimedialną oraz ekspozycją m.in. form odlewniczych urządzeń pochylni oraz dokumentów dotyczących powstania kanału, w tym tych z oryginalnymi podpisami jego budowniczego Georga Jacoba Steenke. 29 maja 2015 na terenie pochylni Buczyniec nastąpiło otwarcie zrewitalizowanego kanału.